# Ibicterini
Ibicterini – plemię ptaków z podrodziny sokołów (Falconinae) w obrębie rodziny sokołowatych (Falconidae).

## Zasięg występowania
Plemię obejmuje gatunki występujące w Ameryce.

## Systematyka
Do plemienia należą następujące rodzaje:
- Spiziapteryx Kaup, 1852 – jedynym przedstawicielem jest Spiziapteryx circumcincta (Kaup, 1852) – sokółeczka
- Caracara Merrem, 1826
- Ibycter Vieillot, 1816 – jedynym przedstawicielem jest Ibycter americanus (Boddaert, 1783) – karakara białobrzucha
- Phalcoboenus d’Orbigny, 1834
- Milvago von Spix, 1824 – jedynym przedstawicielem jest Milvago chimachima (Vieillot, 1816) – karakara jasnogłowa
- Daptrius Vieillot, 1816 – jedynym przedstawicielem jest Daptrius ater Vieillot, 1816 – karakara czarna